# In Ecker
Pour les articles homonymes, voir Ecker.
In Ecker, parfois orthographié In Ekker ou In Eker, est un bordj algérien situé sur la bordure occidentale du massif du Hoggar dans le Sahara, à environ 150 km au nord-nord-ouest de Tamanrasset. Le nom est aussi associé au champ de tir du Centre d'expérimentations militaires des oasis (CEMO), pour les essais nucléaires français souterrains de 1961 à 1966.

## Histoire
Le Bordj-Hotel de la Société Algérienne des Transports Tropicaux a été construit entre 1920 et 1926. La SATT qui assure des voyages d’Alger à Zinder utilisaient les Bordjs d'Arak, In Ecker et In Guezzam pour la restauration et l'hébergement de ses voyageurs. Les lignes de la SATT ont été créées en 1933 et les voyages se poursuivront jusqu'à la Guerre de 1939. En février 1961, un poste de Gendarmerie y est créé pour les besoins du Centre d'expérimentations militaires des oasis, mais le 1er mai 1962 le personnel devra quitter ce lieu durablement contaminé à la suite de l'accident de Beryl.

### Période des essais nucléaires
En 1961, la France abandonne les essais nucléaires aériens à Hamoudia au sud-ouest de Reggane, en faveur d'essais souterrains à proximité d'In Ecker, pour limiter la dissémination des déchets radioactifs dans l'atmosphère et anticiper le Traité d'interdiction partielle des essais nucléaires signé en 1963. Pour mener cette campagne d'essais nucléaires, l'armée française créé le Centre d'expérimentations militaires des oasis (CEMO), 2 000 personnes dépendant essentiellement du 621e groupement des armes spéciales (GAS) qui occupent une base-vie à In Amguel, à 35 km au sud d'In Ecker, tandis que le Commissariat à l'énergie atomique (CEA) occupe un camp intermédiaire, baptisé Oasis 2, plus proche du bordj d'In Ecker.
De novembre 1961 à février 1966, 13 essais nucléaires souterrains, désignés par des noms de pierres précieuses, furent effectués par le CEMO dans la montagne granitique du Tan Afella. Les bombes sont placées au centre d'un colimaçon terminant la galerie horizontale creusée, de manière que l'onde de choc générée par l'explosion obture la galerie et piège les produits radioactifs sous terre.
| Date              | Nom        |
| ----------------- | ---------- |
| 7 novembre 1961   | Agate      |
| 1er mai 1962      | Beryl      |
| 18 mars 1963      | Emeraude   |
| 30 mars 1963      | Améthyste  |
| 20 octobre 1963   | Rubis      |
| 14 février 1964   | Opale      |
| 15 juin 1964      | Topaze     |
| 28 novembre 1964  | Turquoise  |
| 27 février 1965   | Saphir     |
| 30 mai 1965       | Jade       |
| 1er octobre 1965  | Corindon   |
| 1er décembre 1965 | Tourmaline |
| 16 février 1966   | Grenat     |

Lors du second essai souterrain, le 1er mai 1962, se produit l'accident de Béryl. Un nuage radioactif s'échappe de la galerie de tir, la roche ayant été fragilisée lors du premier essai. Une quinzaine de personnes ont ainsi été assez sévèrement exposées. Parmi elles, deux ministres, Pierre Messmer et Gaston Palewski.
Le 16 février 1966, le tir Grenat marque la fin des essais nucléaires en Algérie. Les suivants se poursuivirent à partir du 2 juillet 1966 en Polynésie française, où la marine française avait mobilisé plus de 100 bâtiments pour la construction des installations du Centre d'expérimentation du Pacifique (CEP) comprenant les sites d'essais nucléaires de Mururoa et de Fangataufa.
L'armée française procède à l'évacuation définitive des sites de Reggane et de In Ecker en 1967, conformément aux dispositions des Accords d'Évian. La base d’In Ecker sera rétrocédée à l’Algérie qui la mettra à la disposition de la Sonarem qui vient d’être créée. Cette base centrale logistique sert toujours de soutien aux travaux de cartographie géologique et de prospection dans le Hoggar et les Tassilis.

## Conséquences radiologiques des essais nucléaires
Douze essais souterrains sur les treize effectués n'ont pas été contenus et ont produit des fuites radioactives. Selon un rapport parlementaire français, la population saharienne vivant dans un rayon de 100 km autour d'In Ecker ne dépassait pas deux mille personnes. De nombreux soldats français furent irradiés pendant les essais à In Ecker. Une vingtaine de personnes auraient reçu une dose supérieure à 100 mSv, dont neuf une dose supérieure à 600 mSv.